# Atropha vernalis
Atropha vernalis là một loài tò vò trong họ Ichneumonidae.